# Крутояр (Ульяновская область)
Крутояр — посёлок в Ульяновском районе Ульяновской области. Входит в состав Ундоровского сельского поселения.

## История
Основан в 1931 году, как Советское хозяйство (совхоз) Ульяновского завода по технической переработке плодов Самарского "Садвинтреста" плодового управления Народного Комиссариата земледелия СССР с. Ундоры Ульяновского района Средневолжского края.
В 1943 году посёлок переименован в совхоз "Ундоровский" Ульяновского винодельческого комбината Главного управления винодельческой промышленности РСФСР Народного Комиссариата пищевой промышленности СССР с. Ундоры.
В 1986 г. указом ПВС РСФСР посёлок совхоза «Ундоровский» переименован в Крутояр.

## Население
| 2010 |
| ---- |
| 371  |

## Достопримечательности
- Памятник участникам Великой Отечественной войны (1988 г.)[4].